# Pala da Tgiern
Pala da Tgiern är en bergstopp i Schweiz.   Den ligger i regionen Surselva och kantonen Graubünden, i den östra delen av landet, 140 km öster om huvudstaden Bern. Toppen på Pala da Tgiern är 2 279 meter över havet, eller 103 meter över den omgivande terrängen. Bredden vid basen är 0,31 km.
Terrängen runt Pala da Tgiern är huvudsakligen bergig. Närmaste större samhälle är Bonaduz, 19,3 km nordost om Pala da Tgiern. 
I omgivningarna runt Pala da Tgiern växer i huvudsak blandskog. Runt Pala da Tgiern är det mycket glesbefolkat, med 3 invånare per kvadratkilometer.